# Rivière du Mâle
Rivière du Mâle är ett vattendrag i Kanada.   Det ligger i provinsen Québec, i den sydöstra delen av landet, 400 km nordost om huvudstaden Ottawa.
I omgivningarna runt Rivière du Mâle växer i huvudsak blandskog. Trakten runt Rivière du Mâle är nära nog obefolkad, med mindre än två invånare per kvadratkilometer.